# Don Adams (Musiker)
Don Adams, eigentlich Hector Reay MacKay, (* 2. Mai 1943 in Glasgow, Schottland; † 13. Juni 1995 in London, England) war ein britischer Jazz-, Blues- und Soulsänger, der vorwiegend in Deutschland aktiv war.

## Leben
Don Adams wurde als Hector Reay MacKay geboren. Er war das jüngste von acht Kindern einer Arbeiterfamilie und nannte sich später Donald bzw. Don anstelle von Hector. In seiner Jugend begeisterte er sich für den Boxsport.
Don Adams & The Flying Scotch war schon in den frühen 1960er Jahren in Deutschland und tourte durch Jazz- und Blues-Clubs, wo er vor allem in sogenannten GI-Clubs der US-Streitkräfte auftrat. Zu dieser Zeit nahm er zusammen mit der Band The Flaming Stars, der auch Pete Bender angehörte, unter anderem den Jessie-Hills-Song Oop Poo Pah Doo auf, den er 1965 dann allerdings beim Label Metronome unter dem Namen seiner gegründeten Band The Flying Scotch veröffentlichte. Den Titel der B-Seite Sweet and sour Tears schrieb er selbst.
Ende der 1960er Jahre tourte er mit dem Musical-Projekt Hair in Deutschland, wo er sich nach der Scheidung von seiner ersten Frau in München niederließ. Dort sang er kurzzeitig bei einer Band namens The Mochos und lernte im Domicile Olaf Kübler und weitere Musiker der Jazz-Szene kennen. Im Rahmen spontaner Sessions erarbeitete er sich bald den Ruf als „schwarze Stimme von München“. Nachdem 1972 Joe Kienemann das Gesangsensemble Love Generation verlassen hatte, übernahm er dessen Position im Quintett. Er heiratete seine Bandkollegin Gitta Walther; die Ehe wurde bereits 1976 geschieden. 1974 wechselte er von Love Generation nach Hamburg zu den Les Humphries Singers, bei denen er bis 1975 sang. Peter Herbolzheimer stellte ihn 1977 auf dem Album Touchdown seiner Rhythm Combination & Brass heraus.
Von 1977 bis 1979 veröffentlichte er mit seiner Münchener Disco-Band Mandrake drei Singles, eine davon auch als Maxi-Version. Mitglieder der Band waren außer ihm Otis Lee, Ricci Hohlt und Sheila Yvonne Bonnick.
Seine Stimme verschlechterte sich danach und er hatte offensichtlich auch gesundheitliche Probleme. Er war noch zweimal verheiratet und lebte zuletzt in London. Aus der Ehe mit der Münchenerin Angie stammt eine Tochter (Jolyne Gollmitzer, geb. MacKay * 1982), aus seiner letzten Ehe mit der Polin Anna ein Sohn und eine Tochter.
Don Adams starb in Folge einer Leberzirrhose. 2007 wurde sein Album Watts Happening neu aufgelegt.

## Diskografie
(hier nur Solo-Veröffentlichungen)
Alben
- 1969: Watts Happening (Sunset Records / Neuauflage 2007: Sonorama Records)
- 1972: The Black Voice (United Artists Records)
- 1977: Touchdown (Polydor)

Singles
- 1967: Dirty Angels / A new Day (mit dem Orchester Erwin Halletz; Ariola)
- 1968: Identity / Like a Man (Liberty Records)
- 1969: I can't stand living / That Feeling is gone (Orange)
- 1969: Soap Bubbles / Yesterday Hero (Orange)
- 1970: Pop Rock Black is Music (Maxi-Single; Discothèque De Paris)[6]
- 1971: Look into a Mirror / Ev'ry Minute, Ev'ry Hour (Belter)
- 1975: Magazine Queen / Black Mama (Jupiter Records)

Kompilationen
- 1968: The Waves are high today und That Feeling is gone (zum Sampler International Beat; Qualiton)[7]
- 1969: Degeneration (zum Sampler Electric Underground; Sunset Records)[8]
- 2007: Rest my Soul (zum Sampler Groovy Therapy; Sonorama Records)[9]
- 2012: Dirty Angels (zum Sampler Baby, Shake mit Mir!!! Whale)[10]